# 生于紫室者狄奥多拉
生于紫室者塞奥多拉（希腊语：Θεοδώρα Πορφυρογενίτη；拉丁化：Theodōra Porphyrogenítē；约980年—1056年8月31日）自1042年4月21日至1056年8月31日去世期间担任罗马人的女皇帝，并于1055年1月11日大权独揽，成为唯一统治者。塞奥多拉出生在统治罗马帝国近200年的马其顿王朝。
塞奥多拉直到晚年才开始涉足政治事务。塞奥多拉的父亲君士坦丁八世以共治皇帝的身份统治罗马帝国63年，然后自1025年至1028年是唯一皇帝。君士坦丁八世死后，塞奥多拉的姐姐佐伊先后与两任丈夫与养子米哈伊尔五世共治，密切关注着她。塞奥多拉在两次阴谋遭挫败后，于1031年被流放到马尔马拉海的一座岛上修道院。十年后，君士坦丁堡的人民揭竿而起反对米哈伊尔五世，坚持让塞奥多拉与她的姐姐佐伊一同返京统治国家。
65天后，佐伊与君士坦丁九世结婚，随后君士坦丁九世担任新帝。1050年佐伊死后，塞奥多拉似乎退隐，住进修道院。君士坦丁死后，74岁的塞奥多拉不顾军政两方的强烈反对，重新登上皇位。塞奥多拉以女皇帝的身份统治国家16个月，最后病卒，享年76岁。此外，塞奥多拉亦是马其顿王朝最后一任统治者。

## 早年

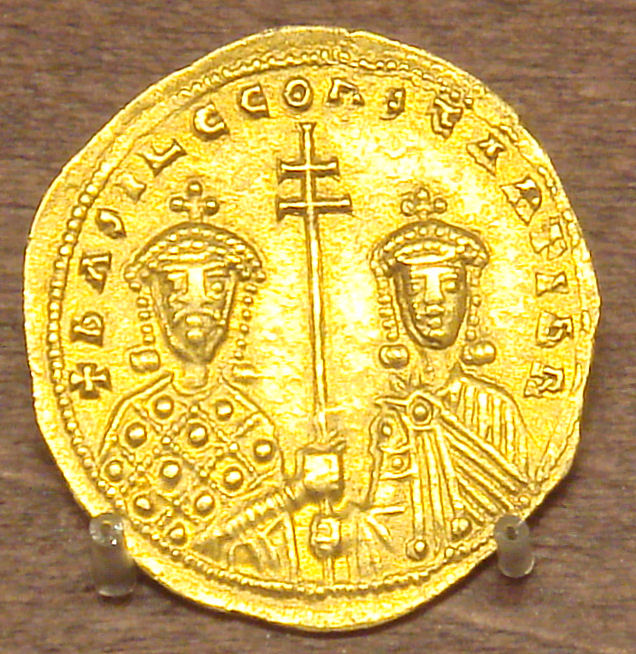
碟形希斯塔麦伦金币描绘的手拿十字架的瓦西里二世和君士坦丁八世

塞奥多拉是罗马人的皇帝君士坦丁八世和阿利皮乌斯的女儿海伦娜的第三女，也是最小的女儿:503。塞奥多拉是生于紫室者:259，“生于紫室者”用来称呼在位皇帝在首都出生的孩子。塞奥多拉的父亲在962年成为共治皇帝，并在其兄瓦西里二世于1025年12月15日去世后成为唯一皇帝，自此统治至1028年11月11日，持续不到三年:503–504。
身为合意的皇室公主，塞奥多拉被认为是西方神圣罗马皇帝奥托三世的可能新娘。然而，塞奥多拉的姐姐佐伊受青睐，取代了她。奥托三世在结婚前就去世了:253, 259。瓦西里二世阻止自己的侄女嫁给任何罗马贵族，因为这将使她们的丈夫拥有登上皇位的权利。瓦西里二世不信任富有影响的女性，不愿让姻亲干涉政府。身为女性，她们不能行使任何国家权力；在这一点上，她们唯一的发言权是选择，或者更有可能是接受或拒绝一个在结婚时获得其权威的丈夫:137。因此，塞奥多拉在闺房过着默默无闻的生活:269。
塞奥多拉聪明，性格坚强，不苟言笑，君士坦丁命塞奥多拉与他选择的皇位继承人罗曼努斯·阿吉洛斯结婚，但塞奥多拉违抗皇父的命令，以罗曼努斯已婚为由，拒绝与他成婚。为使罗曼努斯联姻皇室，他的妻子出家做了修女:465。塞奥多拉还认为，罗曼努斯和她是没出三代的同辈表亲，血缘关系过近，不可能结婚:270。因此，君士坦丁八世选择塞奥多拉的姐姐做罗曼努斯之妻。佐伊在她父亲死前三天与罗曼努斯成婚:584。

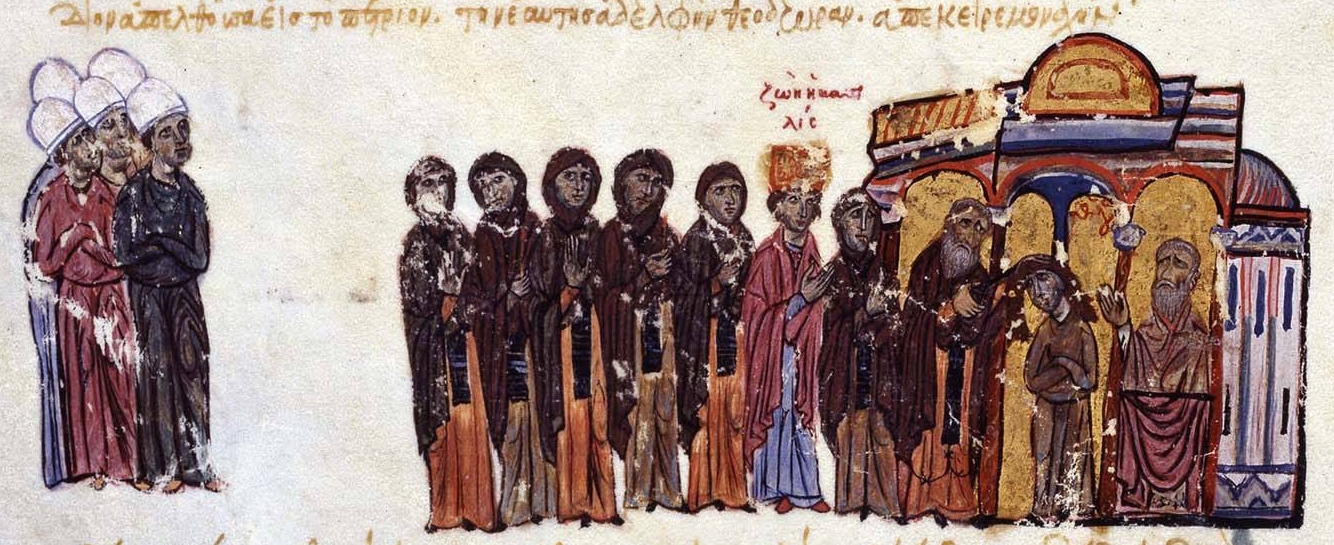
女皇帝佐伊为她的妹妹塞奥多拉剃发

罗曼努斯登极后，塞奥多拉识趣退回到闺房，做日常的宗教活动:276。然而，佐伊从来没有饶恕过她，因为塞奥多拉如果愿意接受父亲选择的丈夫，以她的性格优势，她们的父亲会把帝国交给她。罗曼努斯因为塞奥多拉拒绝与自己结婚而讨厌她，也因为她富有才能而害怕她。罗曼努斯命瓦西里二世的宦官约翰（后来的孤儿院院长）从修道院复出，约翰受命为普世牧首秘书长，负责监视塞奥多拉:469。未几，塞奥多拉受指控与保加利亚皇子普列西安密谋夺取皇位。普列西安被刺瞎双目，被迫接受修道院生活；塞奥多拉没有受到惩罚:470。1031年，色米姆总督君士坦丁·狄奥根尼斯阴谋推翻皇帝，塞奥多拉受控涉嫌其中。塞奥多拉被赶出宫殿，囚禁在佩特里昂修道院。一段时间后，佐伊拜访塞奥多拉，强迫她做修女:471:627。塞奥多拉在佩特里昂修道院呆了11年，佐伊先后与两任丈夫罗曼努斯三世和米哈伊尔四世（罗曼努斯三世死后与佐伊成婚）共同管治帝国:276, 279。

## 担任共治女皇帝与佐伊共治
1041年12月，米哈伊尔四世去世，佐伊收养米哈伊尔的外甥，将其加冕为皇帝，是为米哈伊尔五世:495。尽管米哈伊尔五世发誓尊重佐伊，但他未几便以意图弑君的罪名将她流放到王子岛群的一个修道院中。这般对待马其顿王朝合法继承人的做法在君士坦丁堡引发民众暴动，1042年4月19日，民众揭竿而起反对米哈伊尔五世，支持佐伊和塞奥多拉。米哈伊尔五世为保住皇位，把佐伊从王子岛群接回来，展示给民众:295, 297，但民众拒绝他继续与佐伊共治:496。
尔后，民众不信任佐伊能独自掌权，想起禁闭在修道院的塞奥多拉，要求佐伊和塞奥多拉共治。元老院和普世牧首阿莱克修斯一世支持民众的要求:2038:298。贵族君士坦丁·卡瓦西拉斯率代表团:298，前往佩特里昂修道院，劝说塞奥多拉成为共治女皇帝:496。塞奥多拉习惯于宗教沉思的生活，立刻拒绝他们的恳求，逃到修道院中的礼拜室中寻求庇护。君士坦丁和他的随从追上塞奥多拉，生拉硬拽把她拖出来，并把她修女的僧衣换成皇帝的紫袍。在圣索菲亚大教堂的集会上，人们护送着心怀不满的塞奥多拉并宣布她和佐伊就职为女皇帝。她们都在4月21日黎明加冕:2038。仪式结束后，暴民冲进宫殿，迫使米哈伊尔五世逃到一座修道院:298–300。
佐伊迅即掌权，试图强迫塞奥多拉返回她本就不该离开的修道院，但元老院和民众要求这两姐妹应该共同统治:497。塞奥多拉的第一个行动是应公众要求对付米哈伊尔五世。佐伊软弱且容易受摆布，许多人担心，佐伊出于对自己妹妹的妒忌，更希望让米哈伊尔与自己共治，可能出手干预并让米哈伊尔重新掌权。但塞奥多拉要冷酷得多，塞奥多拉最初许诺让米哈伊尔安全返回宫中，随后命令君士坦丁堡城市行政官立即给他动用瞽刑，不久之后米哈伊尔被送到修道院度过余生:301。收拾完米哈伊尔五世之后，塞奥多拉依然在圣索菲亚大教堂中，坚定宣称在收到自己姐姐的口信之前，拒绝前往皇宫。次日清晨，佐伊才发出邀请。塞奥多拉抵达之后，姐妹俩在大批贵族与元老院成员的见证之下，以拥抱宣告和解，开始共同统治帝国:304。官方上塞奥多拉是地位较低的女皇帝，在所有公共场合，她的宝座比佐伊的宝座稍微靠后。实际上，她是共治政府背后的推动力量。两姐妹管理帝国，颁布一项禁止出售公职的法令，因为占据国家大多数最高官职的宦官把卖官鬻职当作一般收入来源。与此同时，政府颁布严格命令，以确保司法公正，并约束政府财政代理人的暴行:498。同时代历史学家米哈伊尔·普塞洛斯认为两位女皇帝的共同统治近乎灾难，声称她们对财务与政务一无所知，看不出帝国重大事务和闺房中最琐碎的杂务之间究竟有何区别，而佐伊以近乎癫狂的施舍耗竭了国库；但约翰·斯基里泽斯的说法则截然不同。他指出这一时期颁布了禁止卖官鬻职的法令，帝国的行政与军事管理有所改善，还任命了几位出色的高官，包括受任命为欧洲部队最高指挥官的君士坦丁·卡瓦西拉斯，以及更为重要的，出任意大利督军的乔治·曼尼亚克斯，他的官阶朝政大臣已经是非皇室成员所能获取的最高官阶。与此同时，帝国组织了特别法庭以审理前一位皇帝执政时期的贪污腐败案件，米哈伊尔五世的舅父至贵者君士坦丁被从修道院中拖出、接受审判，最终得知，他在自己宫中的秘密储藏室里藏有贪污自国库的5,300磅黄金:305。
塞奥多拉和佐伊总是一起主持元老院会议，或共同在公众面前露面，但未几共治的两姐妹之间的不和就愈发明显。佐伊嫉妒她的妹妹，虽然她渴望摆脱公共事务的负担，但决心不让塞奥多拉单独处理政务，因为塞奥多拉在国家事务上表现出了极大的才能，并且非常乐意履行自己的行政职责。官员与元老院成员被迫选择站队支持一位女皇帝，政府开始出现两极分化的迹象:306。经过两个月的盎盂相击，佐伊决定再找一个丈夫，如此她就可以把皇位让给第三任丈夫，以此褫夺她妹妹正在迅速获得的影响力:499。佐伊最终在1042年6月11日与君士坦丁九世成婚，帝国的管理权转移到他手中:307。尽管塞奥多拉和佐伊继续被视为女皇帝，塞奥多拉继续出现在所有的官方活动中，但权力已转移到她姐夫手里，她被褫夺了对政府的所有直接影响。然而，塞奥多拉依然拥有触犯法律而不受惩罚的权力，在宫廷中仍有发挥影响，她下令逮捕并弄瞎富有权势的行政官宦官约翰，宦官约翰曾是罗曼努斯三世的首席大臣，也是米哈伊尔四世的兄长与米哈伊尔五世的舅父；在米哈伊尔五世倒台后，他一直流亡在外:505。
君士坦丁九世在其统治早期优待情妇玛丽亚·斯科莱丽娜引发流言飞语，说他计划谋杀塞奥多拉和佐伊:309。由此引发君士坦丁堡市民在1044年大规模叛乱。在庆祝四十殉道者的宴会上，皇帝通常要庄严列队前往位于查尔克的救世主教堂，自此骑马前往殉教者教堂。3月9日，就在君士坦丁即将离开救世主教堂时，一群市民高喊着：“我们不想让斯科莱丽娜当皇后！我们不想让我们的国母生于紫室者佐伊和塞奥多拉为她而死！”民众怒不可遏，试图绑住君士坦丁，把他撕成碎片。许多人在骚乱中被踩踏致死，君士坦丁的性命危在旦夕:pg. 503。这时，佐伊和塞奥多拉突然出现在阳台上的一扇窗口旁，引起人群关注，使皇帝得以逃脱。姐妹两人向愤怒的民众保证，她们没有丝毫的危险。由于没有领袖站出来指挥群众，暴动很快便被平定:503。

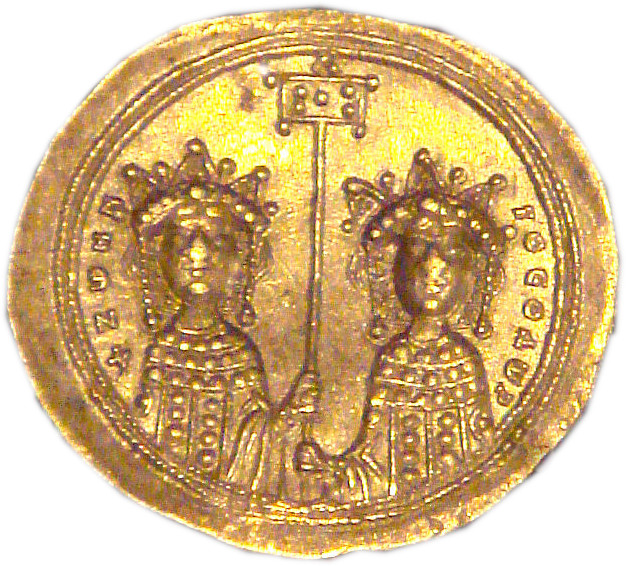
1042年佐伊和塞奥多拉的金币希斯塔麦伦
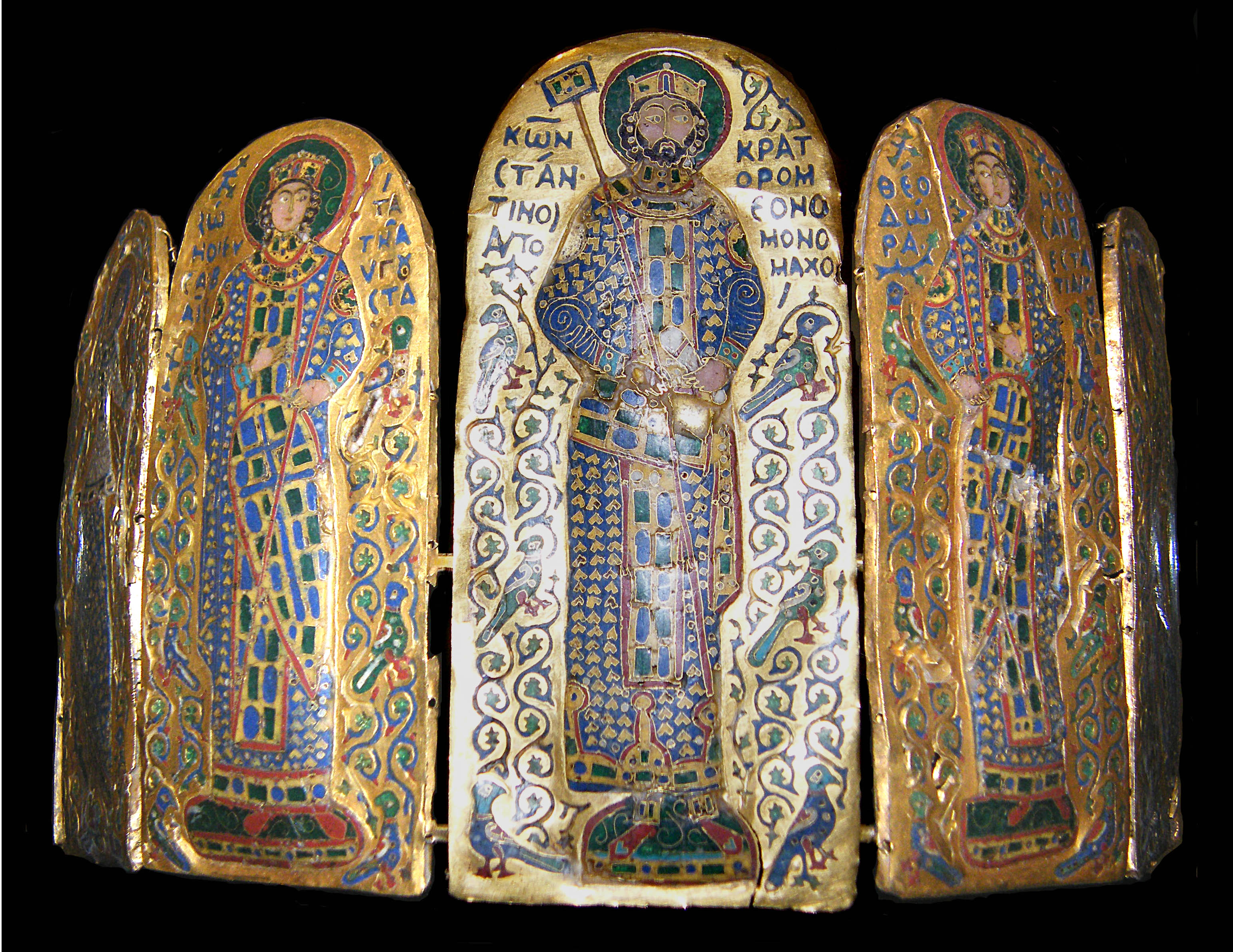
描绘在莫诺马赫王冠上的佐伊（左）、君士坦丁九世（中）与塞奥多拉（右）

## 再度执政

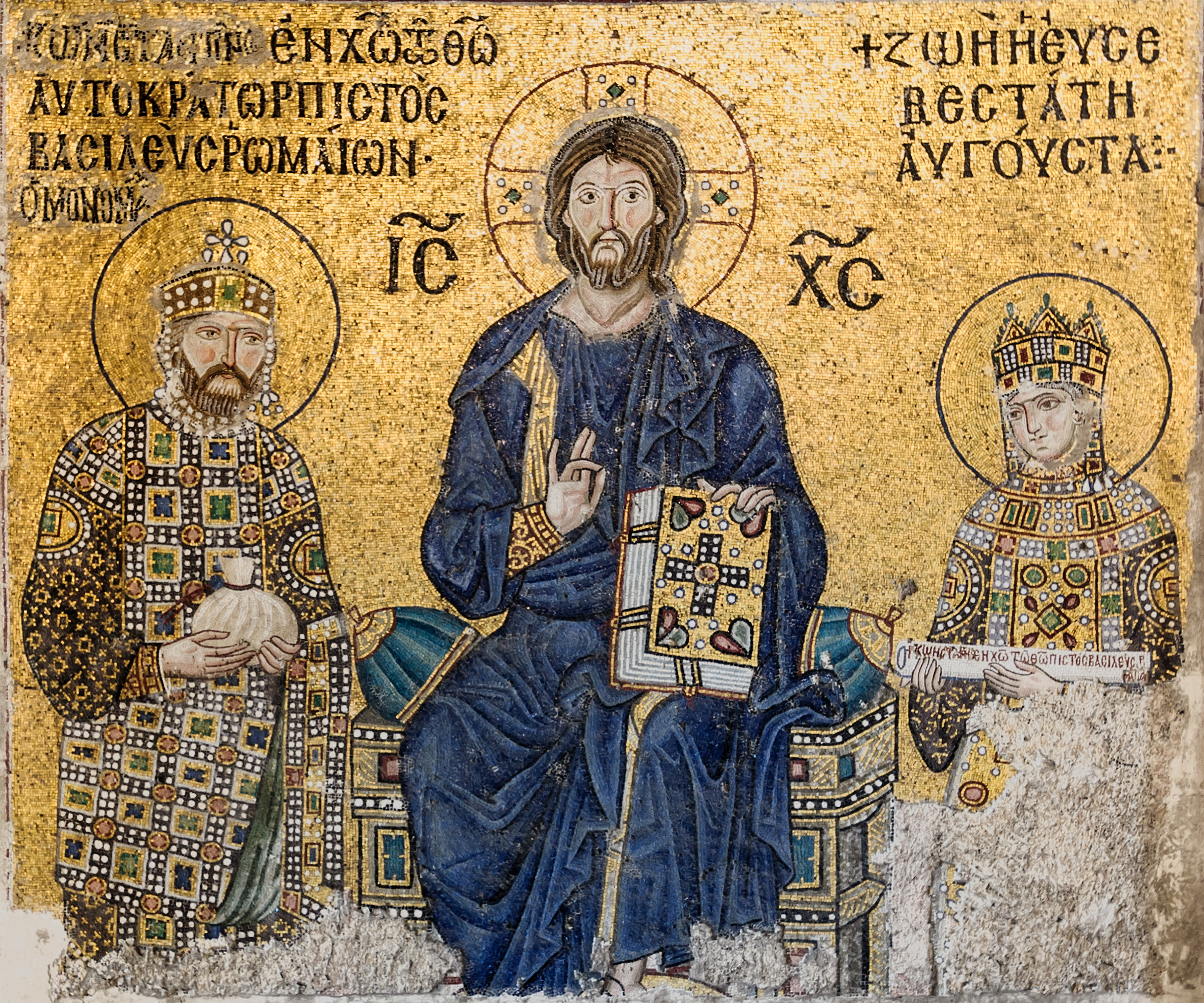
圣索非亚大教堂马赛克镶嵌画，坐着的是基督普世君王，佐伊和君士坦丁九世分别在其左右侍立

1050年，佐伊去世，塞奥多拉似乎已隐退到修道院，留下君士坦丁九世独自统治。1054年，君士坦丁病笃，预示自己将不久于人世，依照当时的迷信方式，命令将他送到自己建造的曼加纳修道院。邮政大臣约翰·利休德斯、首席书记君士坦丁和掌玺大臣瓦西里等臣工，无视塞奥多拉的权利，敦促君士坦丁提名保加利亚总督尼基弗鲁斯·普洛特昂为继任者。根据帝国宪法规定，君主必须在君士坦丁堡举行加冕仪式，于是一名信使被派去将普洛特昂召往都城:527。尽管如此，塞奥多拉的幕僚尼基塔斯·西里尼特斯、塞奥多利和曼努埃尔鼓励她果断行动。塞奥多拉得知君士坦丁决定由尼基弗鲁斯·普洛特昂继任后，不顾年事已高，抢先他们的计划，立即乘舰艇返回皇宫。帝国卫队支持塞奥多拉，宣布她为“独裁者”（皇帝）。君士坦丁闻此消息，忧心忡忡，却无能为力，未几便于1055年1月11日去世:165–66:596。
随后高级官员和欧洲雇佣军领导层遭到清洗。西部军营想要拥立尼基弗鲁斯·布里恩纽斯为皇帝，塞奥多拉下令将布里恩纽斯解雇，将之流放:329:597，随后塞奥多拉没收布里恩纽斯的财产，并将他的铁杆拥护者驱逐出宫廷:527。
塞奥多拉驯服贵族，制止许多暴行。然而，塞奥多拉对自己的私敌过分严厉，并且不合时宜雇用像利奥·帕拉斯庞迪洛斯这样的神职人员做幕僚，从而损害了自己的声誉:528。塞奥多拉没有挑选本地最有能力的元老院成员担任部长和法官，而是把政府各部门交给从家中带来的心腹宦官领导，塞奥多拉甚至以宦官塞奥多利取代伊萨克·科穆宁这样能干的指挥官，担任东部禁卫军大元帅，在边境监视土耳其人的动向。塞奥多拉决心把尽可能多的权力集中在自己手中，她亲自主持元老院，将民事案件置于最高法院的案例中听取上诉:528。塞奥多拉任命神职人员，激起普世牧首米哈伊尔·凯路拉里奥斯的敌意，普世牧首认为任命神职人员是男人的权责，而非女人的权责:2038。
塞奥多拉76岁时，普世牧首米哈伊尔·凯路拉里奥斯主张塞奥多拉通过结婚来选择皇位继承人，以确保继承。塞奥多拉拒绝考虑结婚，不管有多具象征意义。塞奥多拉还拒绝指定皇位继承人。1056年8月下旬，塞奥多拉因肠道紊乱而身患重病。8月31日，塞奥多拉的幕僚在利奥·帕拉斯庞迪洛斯主持下开会，决定向她推荐谁做继承人。根据普塞洛斯的说法，他们选择了年老的文职官员米哈伊尔·布林加斯，他曾经担任军务部部长，他的主要吸引人之处在于“此人更适合被他人管理，管理他人时则是一塌糊涂”。塞奥多拉说不出话来，但帕拉斯庞迪洛斯断定她是在适当的时候点了点头。普世牧首听到这个消息后拒绝相信。最终普世牧首被说服了，布林加斯被加冕为皇帝，是为米哈伊尔六世。几个小时后，塞奥多拉去世，马其顿王朝长达189年的统治也随之结束:529:327。

## 引证
1. ↑  刘宇方. 11世纪拜占庭历史书写转型探析——以佐伊和赛奥多拉的“紫衣女性”形象为例
2. ↑  赵法欣. 米哈伊尔·普塞洛斯《编年史》研究
3. ↑  Marciniak, Przemysław; Nilsson, Ingela. . BRILL. 2020: 386  [2021-12-16]. ISBN 978-90-04-44256-6. （原始内容存档于2021-12-24） （英语）.
4. ↑  Boyett, Colleen; Tarver, H. Micheal; Gleason, Mildred Diane. . ABC-CLIO. 2020: 307  [2021-12-16]. ISBN 978-1-4408-4693-9. （原始内容存档于2021-12-17） （英语）.
5. 1 2 3 4 5 6 7  Kazhdan.
6. 1 2 3 4 5 6 7 8 9 10 11 12 13 14 15 16 17  Norwich.
7. 1 2  Garland.
8. 1 2 3 4 5 6 7 8 9 10 11 12 13 14 15 16 17 18  Finlay.
9. 1 2 3  Treadgold (1997).

## 全部资料来源

### 一手来源
- Michael Psellus, Chronographia.
- Thurn, Hans (编). . Berlin-New York: De Gruyter. 1973  [2021-12-16]. ISBN 978-3-11-002285-8. OCLC 1025783. （原始内容存档于2017-03-15）.

### 二手来源
- George Finlay, History of the Byzantine Empire from 716–1057, William Blackwood & Sons, 1853
- Chisholm, Hugh (编). .  26 (第11版). London: Cambridge University Press: 765. 1911.
- 亚历山大·卡日丹 (编). . 牛津: 牛津大学出版社. 1991. ISBN 0-19-504652-8.
- Garland, Lynda. . London and New York: Routledge. 1999  [2021-12-16]. ISBN 978-0-415-14688-3. （原始内容存档于2016-12-07）.
- Mitchell, Linda Elizabeth. . Journal of Women's History. 2004, 16 (1): 183–189. S2CID 144044065. doi:10.1353/jowh.2004.0031.
- Norwich, John Julius, , London: Penguin, 1993, ISBN 978-0-14-011448-5
- Treadgold, Warren T., , Stanford, CA: Stanford University Press, 1997  [2021-12-16], ISBN 978-0-8047-2630-6, （原始内容存档于2014-07-26）